# Kodeks 0167
Kodeks 0167 (Gregory-Aland no. 0167) – grecki kodeks uncjalny Nowego Testamentu na pergaminie, paleograficznie datowany na VII wiek. Rękopis przechowywany jest w dwóch miejscach, na górze Athos i w Leuven. Do naszych czasów zachowały się jedynie fragmenty kodeksu.

## Opis
Do dziś zachowały się fragmenty 6 kart kodeksu, z tekstem Ewangelii Marka 4,24-29.37-41; 6,9-11.13-14.37-39.41.45. Według rekonstrukcji karty kodeksu miały rozmiary 28 na 25 cm.
Tekst pisany jest dwoma kolumnami na stronę, w 12 linijkach w kolumnie, wielką uncjałą.

## Tekst
Tekst kodeksu reprezentuje mieszaną tradycję tekstualną. Kurt Aland zaklasyfikował go do kategorii III.

## Historia
M. McCormick datował kodeks na VIII wiek. INTF datuje na VII wiek. Jako miejsce prawdopodobnego powstania kodeksu wskazywana jest Syria.
Partię przechowywaną na górze Athos opisał i dokonał transkrypcji jej tekstu Kurt Treu. Partię przechowywaną w Louvain opisał M. McCormick, który dokonał też transkrypcji tekstu. Badał ją ponadto Pasquale Orsini.
Partię przechowywaną na górze Athos - 5 kart - odkrył C.R. Gregory, który wciągnął też ją na listę rękopisów Nowego Testamentu. Michael McCormick porównał kartę przechowywaną w Leuven z fotografiami partii z góry Athos (fotografie są własnością Uniwersytetu w Lipsku) i stwierdził, że pochodziły z tego samego rękopisu.
Rękopis jest przechowywany jest w dwóch miejscach. Jedna partia z fragmentami 6. rozdziału Ewangelii Marka przechowywana jest w Wielkiej Ławrze (Δ' 61), na górze Athos, karta z fragmentami 4. rozdziału przechowywana jest w bibliotece Katolickiego Uniwersytetu w Louvain (Sect. des Mss., frg. Omont no. 8) w Leuven.